# Plethodon sherando
Plethodon sherando är en groddjursart som beskrevs av Richard Highton 2004. Plethodon sherando ingår i släktet Plethodon och familjen lunglösa salamandrar. IUCN kategoriserar arten globalt som sårbar. Inga underarter finns listade i Catalogue of Life.